# Милан Гуровић
Милан Гуровић (Нови Сад, 17. јун 1975) бивши је српски кошаркаш, а садашњи кошаркашки тренер. Тренутно је без ангажмана.
Био је први капитен кошаркашке репрезентације Србије. Познат је по тројкама постигнутим против Америчке репрезентације у Индијанополису 2002. године. Био је и МВП УЛЕБ Купа у сезони 2006/07. Рекордер је Јадранске лиге са 45 поена постигнутих 2006. године на утакмици Црвене звезде против ФМП-а. Изабран је за најбољег спортисту СД Црвена звезда 2006. године у традиционалном избору Звездине ревије. Због свог темперамента и срчаности током играчке каријере обожаван је од навијача свог клуба.

## Играчка каријера
Гуровић је рођен у Новом Саду од оца Божидара и мајке Маре али су му преци из Требиња. Пре него што је почео да се бави кошарком три године је тренирао кунг фу. Прве кораке направио је у млађим категоријама некадашњег клуба Славије. Први је у њему препознао таленат тренер Зоран Триван, у седмом разреду. Након тога наступао је у млађим категоријама НАП-а, где је скренуо пажњу на себе. Већ са 15 година је дебитовао за први тим, где је играо против много старијих играча у тадашњој другој лиги Југославије. То га је препоручило страним скаутима и отишао је у Грчку, попут многих других талената као што су: Марко Јарић, Предраг Стојаковић и Драган Тарлаћ. Због тога је напустио Средњу пољопривредну школу у Новом Саду већ после првог разреда, а касније је у Грчкој стигао до дипломе конобара.

### Перистери
Гуровић је још 1992. године постао члан грчког Перистерија, за чији је први тим дебитовао две године касније. Током две сезоне у Перистерију тренер му је био Драган Шакота, који је имао немерљив допринос на његов играчки развој. У последњој сезони у овој екипи (1997/98) бележио је 17,8 поена по мечу, када му је саиграч био други српски таленат Марко Јарић.

### Барселона
Током летњег прелазног рока 1998. године, следи један од рекордних трансфера у Европској кошарци, у коме он прелази у екипу Барселоне за коју је наступао у наредне две године. У првој сезони је предводио тим до значајних успеха. Тада је био првак Шпаније и победник европског Купа Радивоја Кораћа, а у АЦБ лиги је просечно бележио 11,5 поена у 42 меча.
Следеће сезоне је са Барселоном успео да дође до финалног турнира Евролиге, али нису успели да освоје титулу. Гуровић је на том турниру уписао укупно 18 поена али тим није могао да се супротстави Макабију, а онда и Ефес Пилсену и заузео је четврто место.

### АЕК и Трст
Након тога је 2000. године добио позив од Жељка Обрадовића да пређе у Панатинаикос, али одбија позив због тога што га Обрадовић истог лета није уврстио међу коначних 12 путника за Олимпијске игре у Сиднеју. Касније је истицао да је то једна од већих грешака у његовој каријери, када је посебно осетио недостатак очинског савета који би му сигурно указао на грешку. Кратко се задржао у атинском АЕК-у 2000. године, када је на 4 меча Евролиге постигао укупно 52 поена. Након тога је потписао за тим Стефанела из Трста. У Трсту је имао одличне игре, са просеком од 16 поена на 23 лигашка сусрета у сезони 2000/01.

### Уникаха
За Уникаху из Малаге је играо од 2001. до 2003. године. У првој сезони у АЦБ лиги бележио је 14,6 поена у 41 утакмици, а у Евролиги 11,3 поена по мечу. И следеће сезоне је играо добро када је у Евролиги имао просек од 12,7 поена.

### Војводина
Дрес новосадске Војводине носио је у сезони 2003/04. Почетак сезоне обележио је спор између Војводине и Таукерамике са којом је Гуровић имао важећи предуговор. Ипак арбитражна комисија ФИБА је пресудила у корист Војводине, те је Гуровић одиграо целу сезону у родном Новом Саду.

### Партизан
Након тога, током лета било је наговештаја да ће наступати за Уникс из Казања. Ипак за овај клуб никад није заиграо након чега је потписао двомесечни уговор са Партизаном до краја 2004. године. Током играња у Партизану имао је веома запажене наступе. Ипак овај део његове каријере је обележила забрана од стране Хрватских клубова да наступа на гостујућим утакмицама Партизана у Јадранској лиги, због тетоваже Драже Михаиловића. По истеку овог уговора у наставку сезоне 2004/05. наступао за шпански Хувентуд, где је на 17 утакмица забележио укупно 129 поена. Ово му је била последња сезона да наступа у АЦБ лиги, у којој је играњем у три клуба постигао укупно 2088 поена на 188 утакмица.

### Црвена звезда
Након тога у лето 2005. потписује за Црвену звезду. У првој сезони у Звездином дресу 2005/06. био је најбољи стрелац Суперлиге Србије и Црне Горе са просеком од 25,7 поена по утакмици. Те године је са Звездом освојио национални куп уз 17 поена у финалу против Хемофарма. Одличне партије пружио је у УЛЕБ купу, где је Црвена звезда дошла до четвртфинала, а Гуровић је у 14 мечева имао просек од 16,6 поена по мечу.
Фантастичне партије пружио је и у сезони 2006/07, која је вероватно најбоља у његовој читавој играчкој каријери. Био је МВП и најбољи стрелац Јадранске лиге са невероватним просеком од 28,6 поена по утакмици, што је рекорд регионалног такмичења. Такође био је МВП и најбољи стрелац УЛЕБ купа са просечних 25,9 поена по мечу. И не само то, те сезоне предводио је ово такмичење и у другим категоријама: просечно играо 37 минута по утакмици, постигао укупно 31 тројку, 95 слободних бацања и имао просечни индекс корисности од 27 по утакмици. На крају сезоне би је и МВП Суперлиге Србије, а изабран је и у најбоље петорке УЛЕБ купа и Јадранске лиге. Носио је екипу читаве сезоне. Звезда је у УЛЕБ купу победила Реал Мадрид у хали Пионир са 19 поена разлике (100:81) уз Гуровићевих 35 поена, и ова утакмица му је посебно остала у сећању. Са Звездом је поново стигао међу осам најбољих тимова УЛЕБ Купа. Гуровић је у току ове сезоне четири пута постигао 40 и више поена, а рекорд му је 45 поена против ФМП-а. Одиграо је 53 утакмице и са укупно 1355 поена поставио је рекорд клуба у једној сезони (просек 25,6 поена по мечу), а поново је био најбољи тројкаш тима са 149 погођених тројки и реализовао је чак 478 слободних бацања. Имао је неколико невероватних учинака на појединачним утакмицама. На гостовању против подгоричке Будућности 13. јануара 2007. године у Јадранској лиги убацио је чак девет тројки, а 24 слободна бацања је погодио против Војводине 30. маја 2007. (из 26 покушаја). Податак да је на 55 од 108 одиграних утакмица у Звезди био најефикаснији актер сусрета довољно говори о играма које је пружио у црвено-белом дресу.
Током две сезоне у Црвеној звезди постигао је укупно 2301 поен на 108 званичних мечева (просек сјајних 21,3 поена по утакмици) и учествовао у освајању Купа Радивоја Кораћа 2006. године.

### Проком
После Црвене звезде играо је за пољски Проком Трефл, где је у сезони 2007/08. бележио 15,3 поена у Евролиги. Предводио је тим до титуле првака Пољске. Посебно се истакао у одлучујућој утакмици финала против Турова када је постигао 36 поена и 10 скокова, уз феноменалан шут: 5/8 за два, 5/11 за три и 11/11 за један поен. Тиутлу МВП финалне серије није понео само због тога што је једну утакмицу пропустио због туче са играчем Турова, Томасом Келатијем.

### Галатасарај
Августа 2008. године у пару са велики пријатељем Дејаном Милојевићем потписује за Галатасарај. Те сезоне је просечно постизао 10,1 поен, 2,5 скока и 1,7 асистенција. У Галатасарају је одиграо своју последњу сезону јер је септембра 2009. званично објавио да је његова играчка каријера завршена.

### Репрезентативна каријера
Његова репрезентативна каријера је оно по чему ће га многи памтити. Иако је прошао комплетне припреме за Светско првенство 1998. у Атини, надајући се да ће ФИБА да му дозволи да игра за Југославију (пошто је имао и грчки пасош), дан уочи почетка шампионата стигла је забрана. Први званичан репрезентативни наступ имао је следеће године, када је учествовао на Европском првенству одмах након бомбардовања Југославије. Репрезентација је успела да освоји бронзану медаљу. После паузе на Олимпијским играма у Сиднеју учествовао је на Европском првенству у Турској 2001. године.
Ипак оно што ће највише обележити његову репрезентативну каријеру је Светско првенство у Индијанаполису. Репрезентација Југославије је врло лоше започела овај турнир па је после неколико изненадних пораза морала у четвртфиналу да игра против највећег фаворита турнира, репрезентације САД. Од селектора Пешића добио је задатак да чува једног од најбољих шутера у историји кошарке Реџија Милера. Али он не само да је успео њега да сачува, већ је његовим тројкама у финишу сусрета Југославија успела да дође до победе и пласмана у полуфинале. Тада је добио надимак „Човек који је уништио тим снова“. То је био увод ка златној медаљи коју су те године освојили репрезентативци на челу са Светиславом Пешићем.
Играо је на још три шампионата Европе (2003, 2005. и 2007. године), али тада није стизао до медаље. На Европском првенству 2003. године био је најефикаснији кошаркаш Србије и Црне Горе са 94 поена на седам сусрета. 2007. године селектор Славнић је Гуровића поставио за капитена репрезентације, чиме је постао први капитен репрезентације Србије. У овој опроштајној години у дресу са државним грбом био је први стрелац Србије на Европском првенству у Шпанији, са просеком од 19 поена по мечу (57 поена на три утакмице). Постигао је невероватну тројку за продужетак против Грчке, али подмлађена екипа није успела да прође групу.

## Статистика
Напомена: Евролига није једино такмичење у којем је играч учествовао, играо је и у домаћим такмичењима

### Евролига
| Сезона   | Екипа    | ОУ | СУ   | МПУ  | ПШ%  | 3П%  | СБ%  | СПУ | АПУ  | УПУ | БПУ | ППУ  | ИПУ  |
| -------- | -------- | -- | ---- | ---- | ---- | ---- | ---- | --- | ---- | --- | --- | ---- | ---- |
| 2000–01  |          |    | .400 | .783 | 2.5  | .3   | .8   | .0  | 13.0 | 9.8 |     |      |      |
| 2001–02  | Уникаха  | 11 | 8    | 22.7 | .337 | .320 | .826 | 3.9 | .6   | .3  | .0  | 11.3 | 9.3  |
| 2002–03  | Уникаха  | 16 | 8    | 24.1 | .432 | .393 | .820 | 3.4 | .7   | .7  | .1  | 12.7 | 12.7 |
| 2004–05  | Партизан | 6  | 6    | 27.9 | .273 | .235 | .739 | 2.3 | 1.0  | 1.3 | .0  | 9.2  | 3.3  |
| 2007–08  | Проком   | 12 | 11   | 29.1 | .377 | .342 | .882 | 4.8 | .9   | .8  | .1  | 15.3 | 14.6 |
| Каријера |          | 49 | 39   | 25.3 | .377 | .344 | .824 | 3.7 | .7   | .7  | .1  | 12.6 | 11.0 |

## Тренерска каријера
Тренерску каријеру је започео је у сезони 2012/13. као асистент тренера у Црвеној звезди. У почетку је био замена тренеру Лазићу, а касније и Вукоичићу. У јуну 2013. године постао је први тренер ФМП-а са којим је био први у кошаркашкој лиги Србије и изборио пласман у Суперлигу, где је екипа која у свом саставу има много младих играча и заузела пето место. У наредној сезони опет је предводио млади састав и пласирао се у Суперлигу. Највеће успехе постигао је на финалном турниру Купа Радивоја Кораћа, када је екипа ФМП у четвртфиналу елиминисала Партизан. У полуфиналу је изгубила од Мега Визуре.
У августу 2015. је напустио клупу ФМП-а. У јуну 2016. постављен је за тренера Вршца, али већ у новембру исте године му је уручен отказ.

## Остало
Његов отац Божидар је у Требињу био познати боксер. Често истиче да је много везан за мајку Мару. Има млађег брата Вељка од кога је старији две године. Био је ожењен  Тањом са којом има троје деце (кћерку Милицу, синова Вукмана и Димитрија), а такође је Тањиног сина из првог брака Душана прихватио као свог. Током играња у Грчкој добио је и грчко држављанство, али његова жеља је била да игра само за репрезентацију Југославије, а касније Србије.
Такође је познат по тетоважи Драже Михаиловића на десној руци, због које није могао да наступа на теренима Босне и Херцеговине и Хрватске. Тетоважу му је истетовирао шпански уметник док је играо у Уникахи. У својој колекцији има око 50 књига о четницима. Наглашава да је то његово лично опредељење и да никада није био политички ангажован.  Велики је навијач Црвене звезде али и љубимац Звездиних навијача, који су му због тетоваже дали надимак Чича.

## Успеси

### Клупски
- Барселона:
  - АЦБ лига: 1998/99.
  - Куп Радивоја Кораћа (1): 1999.
- Црвена звезда:
  - Куп Радивоја Кораћа (1): 2006.
- Проком:
  - Првенство Пољске (1): 2007/08.

### Појединачни
- Најкориснији играч УЛЕБ купа (1): 2006/07.
- Учесник Ол-стар утакмице АЦБ лиге (2): 1999, 2002.
- Најкориснији играч Ол-стар утакмице АЦБ лиге (1): 2002.
- Најбољи стрелац Суперлиге Србије (1): 2005/06.

### Репрезентативни
- Европско првенство (1):  2001,
- Европско првенство (1):  1999.
- Светско првенство (1):  2002